# Résultats détaillés des championnats d'Europe d'athlétisme 2006
Résultats détaillés des Championnats d'Europe d'athlétisme 2006 de Göteborg.
| Courses: 100 m - 200 m - 400 m - 800 m - 1 500 m - 5 000 m - 10 000 m - Marathon Obstacles: 100 m haies - 110 m haies - 400 m haies - 3 000 m steeple Marche: 20 km - 50 km Sauts: Hauteur - Longueur - Triple saut - Perche Lancers: Javelot - Disque - Poids - Marteau Relais: 4 × 100 m - 4 × 400 m Epreuves combinées: Décathlon - Heptathlon Tableau des médailles - Légende - Liens externes |

## 100 m
| Rang | Pays        | Athlète            | Temps      |
| ---- | ----------- | ------------------ | ---------- |
| 1    | Portugal    | Francis Obikwelu   | 9 s 99 RC  |
| 2    | Russie      | Andrey Yepishin    | 10 s 10 RN |
| 3    | Slovénie    | Matic Osovnikar    | 10 s 14 RN |
| 4    | France      | Ronald Pognon      | 10 s 16    |
| 5    | Royaume-Uni | Mark Lewis-Francis | 10 s 16    |
| 6    | Pologne     | Dariusz Kuć        | 10 s 21    |
| 7    | Royaume-Uni | Dwain Chambers     | 10 s 24    |
| 8    | Allemagne   | Ronny Ostwald      | 10 s 38    |

| Rang | Pays        | Athlète               | Temps   |
| ---- | ----------- | --------------------- | ------- |
| 1    | Belgique    | Kim Gevaert           | 11 s 06 |
| 2    | Russie      | Yekaterina Grigoryeva | 11 s 22 |
| 3    | Russie      | Irina Khabarova       | 11 s 22 |
| 4    | Royaume-Uni | Joice Maduaka         | 11 s 24 |
| 5    | Russie      | Yuliya Gushchina      | 11 s 31 |
| 6    | Biélorussie | Yulia Nesterenko      | 11 s 34 |
| 7    | France      | Sylviane Félix        | 11 s 40 |
| 8    | Pologne     | Daria Onysko          | 11 s 43 |

- Kim Gevaert domine les séries et sa demi-finale et se profile pour la grande favorite de la finale. Elle confirme son statut et remporte pour la Belgique une première médaille d'or dans un championnat d'Europe depuis 1971.
- Irina Khabarova obtient une médaille de bronze à l'âge de 40 ans.
- Francis Obikwelu conserve son titre obtenu quatre ans plus tôt à Munich. Il n'eut pas besoin de forcer son talent dans les quatre courses qu'il a disputé et remporte facilement la finale. Il établit un nouveau record des championnats en devenant le premier coureur à descendre en dessous des 10 secondes pendant un championnat d'Europe.

## 200 m
| Rang | Pays        | Athlète           | Temps      |
| ---- | ----------- | ----------------- | ---------- |
| 1    | Portugal    | Francis Obikwelu  | 20 s 01 RN |
| 2    | Suède       | Johan Wissman     | 20 s 38 RN |
| 3    | Royaume-Uni | Marlon Devonish   | 20 s 54    |
| 4    | Belgique    | Kristof Beyens    | 20 s 57    |
| 5    | Russie      | Ivan Teplykh      | 20 s 76    |
| 6    | France      | Eddy De Lépine    | 20 s 77    |
| 7    | France      | David Alerte      | 20 s 93    |
| 8    | Grèce       | Anastásios Goúsis | 20 s 94    |

| Rang | Pays     | Athlète                | Temps   |
| ---- | -------- | ---------------------- | ------- |
| 1    | Belgique | Kim Gevaert            | 22 s 68 |
| 2    | Russie   | Yuliya Gushchina       | 22 s 93 |
| 3    | Russie   | Natalia Rusakova       | 23 s 09 |
| 4    | Pologne  | Monika Bejnar          | 23 s 28 |
| 5    | France   | Sylviane Félix         | 23 s 45 |
| 6    | Russie   | Yekaterina Kondratyeva | 23 s 58 |
| 7    | Ukraine  | Olena Chebanu          | 23 s 63 |
| 8    | Roumanie | Angela Morosanu        | 23 s 66 |

- Francis Obikwelu et Kim Gevaert réussissent le doublé 100 m / 200 m.

## 400 m
| Rang | Pays        | Athlète            | Temps   |
| ---- | ----------- | ------------------ | ------- |
| 1    | France      | Marc Raquil        | 45 s 02 |
| 2    | Russie      | Vladislav Frolov   | 45 s 05 |
| 3    | France      | Leslie Djhone      | 45 s 40 |
| 4    | Pologne     | Daniel Dabrowski   | 45 s 56 |
| 5    | Italie      | Andrea Barberi     | 45 s 70 |
| 6    | Royaume-Uni | Timothy Benjamin   | 45 s 89 |
| 7    | Pologne     | Robert Wieruzewski | 45 s 97 |
| 8    | Grèce       | Dimitrios Regas    | 46 s 23 |

| Rang | Pays        | Athlète            | Temps      |
| ---- | ----------- | ------------------ | ---------- |
| 1    | Bulgarie    | Vanya Stambolova   | 49 s 85    |
| 2    | Russie      | Tatyana Veshkurova | 50 s 15    |
| 3    | Russie      | Olga Zaytseva      | 50 s 28    |
| 4    | Bulgarie    | Mariyana Dimitrova | 50 s 64    |
| 5    | Biélorussie | Ilona Usovich      | 50 s 69 RN |
| 6    | Royaume-Uni | Nicola Sanders     | 50 s 87    |
| 7    | Russie      | Svetlana Pospelova | 50 s 90    |
| 8    | Irlande     | Joanne Cuddihy     | 51 s 46    |

## 800 m
| Rang | Pays        | Athlète            | Temps         |
| ---- | ----------- | ------------------ | ------------- |
| 1    | Pays-Bas    | Bram Som           | 1 min 46 s 56 |
| 2    | Luxembourg  | David Fiegen       | 1 min 46 s 59 |
| 3    | Royaume-Uni | Sam Ellis          | 1 min 46 s 64 |
| 4    | Lettonie    | Dmitrijs Milkevics | 1 min 46 s 70 |
| 5    | Espagne     | Miguel Quesada     | 1 min 46 s 91 |
| 6    | France      | Florent Lacasse    | 1 min 46 s 95 |
| 7    | Italie      | Andrea Longo       | 1 min 47 s 11 |
| 8    | Royaume-Uni | Michael Rimmer     | 1 min 47 s 66 |

| Rang | Pays        | Athlète             | Temps         |
| ---- | ----------- | ------------------- | ------------- |
| 1    | Russie      | Olga Kotlyarova     | 1 min 57 s 38 |
| 2    | Russie      | Svetlana Klyuka     | 1 min 57 s 48 |
| 3    | Royaume-Uni | Rebecca Lyne        | 1 min 58 s 45 |
| 4    | Ukraine     | Tetyana Petlyuk     | 1 min 58 s 65 |
| 5    | Slovénie    | Brigita Langerholc  | 1 min 59 s 30 |
| 6    | Bulgarie    | Teodora Kolarova    | 2 min 00 s 00 |
| 7    | Espagne     | Mayte Martinez      | 2 min 00 s 10 |
| 8    | Russie      | Svetlana Cherkasova | 2 min 03 s 43 |

## 1 500 m
| Rang | Pays        | Athlète             | Temps         |
| ---- | ----------- | ------------------- | ------------- |
| 1    | France      | Mehdi Baala         | 3 min 39 s 02 |
| 2    | Ukraine     | Ivan Heshko         | 3 min 39 s 50 |
| 3    | Espagne     | Juan Carlos Higuero | 3 min 39 s 62 |
| 4    | Espagne     | Arturo Casado       | 3 min 40 s 86 |
| 5    | Espagne     | Sergio Gallardo     | 3 min 41 s 24 |
| 6    | Royaume-Uni | Andrew Baddeley     | 3 min 42 s 31 |
| 7    | Italie      | Christian Obrist    | 3 min 42 s 59 |
| 8    | Irlande     | Liam Reale          | 3 min 42 s 65 |

| Rang | Pays     | Athlète           | Temps            |
| ---- | -------- | ----------------- | ---------------- |
| 1    | Russie   | Tatyana Tomashova | 3 min 56 s 91 RC |
| 2    | Russie   | Yuliya Chizhenko  | 3 min 57 s 61    |
| 3    | Bulgarie | Daniela Yordanova | 3 min 59 s 37    |
| 4    | Russie   | Yelena Soboleva   | 4 min 00 s 36    |
| 5    | Pologne  | Lidia Chojecka    | 4 min 01 s 43    |
| 6    | Roumanie | Corina Dumbravean | 4 min 02 s 24    |
| 7    | Ukraine  | Nataliya Tobias   | 4 min 02 s 71    |
| 8    | Ukraine  | Iryna Lishchynska | 4 min 04 s 98    |

- Mehdi Baala conserve son titre obtenu quatre ans plus tôt à Munich.

## 5 000 m
| Rang | Pays        | Athlète             | Temps          |
| ---- | ----------- | ------------------- | -------------- |
| 1    | Espagne     | Jesús España        | 13 min 44 s 70 |
| 2    | Royaume-Uni | Mohammed Farah      | 13 min 44 s 79 |
| 3    | Espagne     | Juan Carlos Higuero | 13 min 46 s 48 |
| 4    | Turquie     | Halil Akkas         | 13 min 46 s 53 |
| 5    | France      | Khalid Zoubaa       | 13 min 55 s 09 |
| 6    | Suède       | Henrik Skoog        | 13 min 56 s 34 |
| 7    | Espagne     | Pablo Villalobos    | 13 min 58 s 25 |
| 8    | Pays-Bas    | Gert-Jan Liefers    | 13 min 58 s 70 |

| Rang | Pays        | Athlète             | Temps             |
| ---- | ----------- | ------------------- | ----------------- |
| 1    | Espagne     | Marta Domínguez     | 14 min 56 s 18 RC |
| 2    | Russie      | Liliya Shobukhova   | 14 min 56 s 57    |
| 3    | Turquie     | Elvan Abeylegesse   | 14 min 59 s 29    |
| 4    | Royaume-Uni | Jo Pavey            | 15 min 01 s 41    |
| 5    | Biélorussie | Volha Kravtsova     | 15 min 06 s 47    |
| 6    | Allemagne   | Sabrina Mockenhaupt | 15 min 11 s 38    |
| 7    | Norvège     | Susanne Wigene      | 15 min 11 s 79    |
| 8    | Hongrie     | Krisztina Papp      | 15 min 16 s 85    |

## 10 000 m
| Rang | Pays      | Athlète                | Temps          |
| ---- | --------- | ---------------------- | -------------- |
| 1    | Allemagne | Jan Fitschen           | 28 min 10 s 94 |
| 2    | Espagne   | José Manuel Martínez   | 28 min 12 s 06 |
| 3    | Espagne   | Juan Carlos de la Ossa | 28 min 13 s 73 |
| 4    | Suisse    | Christian Belz         | 28 min 16 s 93 |
| 5    | Ukraine   | Serhiy Lebid           | 28 min 19 s 14 |
| 6    | Russie    | Dmitriy Maksimov       | 28 min 20 s 43 |
| 7    | Allemagne | André Pollmächer       | 28 min 22 s 56 |
| 8    | France    | Driss El Himer         | 28 min 30 s 09 |

| Rang | Pays      | Athlète             | Temps             |
| ---- | --------- | ------------------- | ----------------- |
| 1    | Russie    | Inga Abitova        | 30 min 31 s 42    |
| 2    | Norvège   | Susanne Wigene      | 30 min 32 s 36    |
| 3    | Russie    | Lidiya Grigoryeva   | 30 min 32 s 72    |
| 4    | Russie    | Galina Bogomolova   | 30 min 35 s 90    |
| 5    | Pays-Bas  | Lornah Kiplagat     | 30 min 37 s 26    |
| 6    | Lettonie  | Jelena Prokopcuka   | 30 min 38 s 78 RN |
| 7    | Espagne   | Marta Domínguez     | 30 min 51 s 69 RN |
| 8    | Allemagne | Sabrina Mockenhaupt | 31 min 40 s 28    |

- Les trois médaillées ont amélioré leurs meilleurs temps sur cette distance. La Norvégienne Wigene a même amélioré sa meilleure performance de plus de deux minutes. La Néerlandaise Kiplagat termine cinquième, après avoir mené du début de la course jusqu'à 500 m de l'arrivée. La Turque Abeylegesse, favorite car meilleur temps des engagées, a abandonné.

## Marathon
| Rang | Pays     | Athlète              | Temps           |
| ---- | -------- | -------------------- | --------------- |
| 1    | Italie   | Stefano Baldini      | 2 h 11 min 32 s |
| 2    | Suisse   | Viktor Röthlin       | 2 h 11 min 50 s |
| 3    | Espagne  | Julio Rey            | 2 h 12 min 37 s |
| 4    | Pays-Bas | Luc Krotwaar         | 2 h 12 min 44 s |
| 5    | Italie   | Francesco Ingargiola | 2 h 13 min 04 s |
| 6    | Russie   | Dmitriy Semyonov     | 2 h 13 min 09 s |
| 7    | Finlande | Janne Holmén         | 2 h 13 min 10 s |
| 8    | Portugal | Alberto Chaíça       | 2 h 13 min 14 s |

| Rang | Pays      | Athlète              | Temps           |
| ---- | --------- | -------------------- | --------------- |
| 1    | Allemagne | Ulrike Maisch        | 2 h 30 min 01 s |
| 2    | Serbie    | Olivera Jevtic       | 2 h 30 min 27 s |
| 3    | Russie    | Irina Permitina      | 2 h 30 min 53 s |
| 4    | Lituanie  | Živilė Balčiūnaitė   | 2 h 31 min 01 s |
| 5    | Italie    | Bruna Genovese       | 2 h 31 min 15 s |
| 6    | Russie    | Alevtina Biktimirova | 2 h 31 min 23 s |
| 7    | Italie    | Deborah Toniolo      | 2 h 31 min 31 s |
| 8    | Italie    | Giovanna Volpato     | 2 h 32 min 04 s |

## 110 m haies / 100 m haies
| Rang | Pays        | Athlète            | Temps   |
| ---- | ----------- | ------------------ | ------- |
| 1    | Lettonie    | Stanislavs Olijars | 13 s 24 |
| 2    | Allemagne   | Thomas Blaschek    | 13 s 46 |
| 3    | Royaume-Uni | Andy Turner        | 13 s 52 |
| 4    | Russie      | Igor Peremota      | 13 s 55 |
| 5    | Suède       | Robert Kronberg    | 13 s 57 |
| 6    | Allemagne   | Jens Werrmann      | 13 s 73 |
| 7    | Hongrie     | Dániel Kiss        | 13 s 77 |
| 8    | Ukraine     | Serhiy Demydyuk    | 13 s 96 |

| Rang | Pays      | Athlète             | Temps      |
| ---- | --------- | ------------------- | ---------- |
| 1    | Suède     | Susanna Kallur      | 12 s 59    |
| 2    | Irlande   | Derval O'Rourke     | 12 s 72 RN |
| 3    | Allemagne | Kirsten Bolm        | 12 s 72    |
| 4    | Espagne   | Glory Alozie        | 12 s 86    |
| 5    | Pologne   | Aurelia Trywianska  | 12 s 90    |
| 6    | Russie    | Aleksandra Antonova | 12 s 93    |
| 7    | Suède     | Jenny Kallur        | 12 s 94    |
| 8    | France    | Adrianna Lamalle    | 12 s 99    |

## 400 m haies
| Rang | Pays        | Athlète              | Temps   |
| ---- | ----------- | -------------------- | ------- |
| 1    | Grèce       | Periklis Iakovakis   | 48 s 46 |
| 2    | Pologne     | Marek Plawgo         | 48 s 71 |
| 3    | Royaume-Uni | Rhys Williams        | 49 s 12 |
| 4    | France      | Naman Keita          | 49 s 13 |
| 5    | France      | Sébastien Maillard   | 49 s 54 |
| 6    | Italie      | Gianni Carabelli     | 49 s 60 |
| 7    | Grèce       | Minar Alozidis       | 49 s 61 |
| 8    | Russie      | Aleksandr Derevyagin | 50 s 31 |

| Rang | Pays        | Athlète                     | Temps   |
| ---- | ----------- | --------------------------- | ------- |
| 1    | Russie      | Evgenia Isakova             | 53 s 93 |
| 2    | Grèce       | Fani Halkia                 | 54 s 02 |
| 3    | Ukraine     | Tetyana Tereshchuk-Antypova | 54 s 55 |
| 4    | Allemagne   | Claudia Marx                | 54 s 99 |
| 5    | Russie      | Natalya Ivanova             | 55 s 04 |
| 6    | Pologne     | Anna Jesien                 | 55 s 16 |
| 7    | Royaume-Uni | Natasha Danvers             | 55 s 56 |
| 8    | Ukraine     | Anastasiya Rabchenyuk       | 55 s 74 |

## 3 000 m steeple
| Rang | Pays     | Athlète               | Temps         |
| ---- | -------- | --------------------- | ------------- |
| 1    | Finlande | Jukka Keskisalo       | 8 min 24 s 89 |
| 2    | Espagne  | Jose-Luis Blanco      | 8 min 26 s 22 |
| 3    | France   | Bouabdellah Tahri     | 8 min 27 s 15 |
| 4    | Suède    | Mustafa Mohamed       | 8 min 27 s 79 |
| 5    | Espagne  | Antonio David Jiménez | 8 min 28 s 78 |
| 6    | Pologne  | Radoslaw Poplawski    | 8 min 29 s 33 |
| 7    | Autriche | Günther Weidlinger    | 8 min 29 s 54 |
| 8    | Espagne  | Cesar Perez           | 8 min 30 s 40 |

| Rang | Pays        | Athlète              | Temps            |
| ---- | ----------- | -------------------- | ---------------- |
| 1    | Biélorussie | Alesia Turava        | 9 min 26 s 05 RC |
| 2    | Russie      | Tatyana Petrova      | 9 min 28 s 05    |
| 3    | Pologne     | Wioletta Janowska    | 9 min 31 s 62    |
| 4    | Russie      | Lyubov Ivanova       | 9 min 33 s 53    |
| 5    | Belgique    | Veerle Dejaeghere    | 9 min 35 s 78    |
| 6    | Russie      | Yelena Sidorchenkova | 9 min 38 s 05    |
| 7    | Suède       | Ida Nilsson          | 9 min 39 s 24 RN |
| 8    | Espagne     | Zulema Fuentes-Pila  | 9 min 40 s 36 RN |

- Alesia Turava remporte le premier titre de championne d'Europe du 3000 m steeple.

## 20 km marche
| Rang | Pays      | Athlète                    | Temps           |
| ---- | --------- | -------------------------- | --------------- |
| 1    | Espagne   | Francisco Javier Fernández | 1 h 19 min 09 s |
| 2    | Russie    | Valeriy Borchin            | 1 h 20 min 00 s |
| 3    | Portugal  | João Vieira                | 1 h 20 min 09 s |
| 4    | Russie    | Viktor Burayev             | 1 h 20 min 12 s |
| 5    | Russie    | Sergey Bakulin             | 1 h 20 min 50 s |
| 6    | Slovaquie | Matej Tóth                 | 1 h 21 min 39 s |
| 7    | Norvège   | Erik Tysse                 | 1 h 22 min 13 s |
| 8    | Italie    | Giorgio Rubino             | 1 h 22 min 34 s |

| Rang | Pays        | Athlète             | Temps           |
| ---- | ----------- | ------------------- | --------------- |
| 1    | Biélorussie | Ryta Turava         | 1 h 27 min 08 s |
| 2    | Russie      | Olga Kaniskina      | 1 h 28 min 35 s |
| 3    | Italie      | Elisa Rigaudo       | 1 h 28 min 37 s |
| 4    | Norvège     | Kjertsti Plätzer    | 1 h 28 min 45 s |
| 5    | Roumanie    | Claudia Stef        | 1 h 29 min 27 s |
| 6    | Allemagne   | Sabine Zimmer       | 1 h 29 min 56 s |
| 7    | Pologne     | Sylwia Korzeniowska | 1 h 30 min 31 s |
| 8    | Portugal    | Vera Santos         | 1 h 30 min 41 s |

## 50 km marche
| Rang | Pays      | Athlète            | Temps           |
| ---- | --------- | ------------------ | --------------- |
| 1    | France    | Yohann Diniz       | 3 h 41 min 39 s |
| 2    | Espagne   | Jesus Angel Garcia | 3 h 42 min 48 s |
| 3    | Russie    | Yuriy Andronov     | 3 h 43 min 26 s |
| 4    | Norvège   | Trond Nymark       | 3 h 44 min 17 s |
| 5    | Espagne   | Mikel Odriozola    | 3 h 46 min 34 s |
| 6    | Pologne   | Roman Magdziarczyk | 3 h 47 min 37 s |
| 7    | Italie    | Marco De Luca      | 3 h 48 min 08 s |
| 8    | Slovaquie | Peter Korcok       | 3 h 51 min 16 s |

## Saut en hauteur
| Rang | Pays               | Athlète          | Hauteur   |
| ---- | ------------------ | ---------------- | --------- |
| 1    | Russie             | Andrey Silnov    | 2,36 m RC |
| 2    | République tchèque | Tomáš Janků      | 2,34 m    |
| 3    | Suède              | Stefan Holm      | 2,34 m    |
| 4    | Suède              | Linus Thörnblad  | 2,34 m    |
| 5    | Russie             | Yaroslav Rybakov | 2,30 m    |
| 6    | Italie             | Nicola Ciotti    | 2,27 m    |
| 6    | Israël             | Niki Palli       | 2,27 m    |
| 6    | République tchèque | Svatoslav Ton    | 2,27 m    |

| Rang | Pays     | Athlète               | Hauteur      |
| ---- | -------- | --------------------- | ------------ |
| 1    | Belgique | Tia Hellebaut         | 2,03 m RN RC |
| 2    | Bulgarie | Venelina Veneva       | 2,03 m RC    |
| 3    | Suède    | Kajsa Bergqvist       | 2,01 m       |
| 4    | Croatie  | Blanka Vlašić         | 2,01 m       |
| 5    | Russie   | Yelena Slesarenko     | 1,99 m       |
| 6    | Ukraine  | Iryna Myhalchenko     | 1,95 m       |
| 7    | Russie   | Yekaterina Savtchenko | 1,95 m       |
| 7    | Russie   | Anna Tchitcherova     | 1,95 m       |

- Au cours de l'épreuve du saut en hauteur Tia Hellebaut bat par deux fois le record national de Belgique (qu'elle détenait avec 2,00 m) en effaçant une barre à 2,01 m puis 2,03 m, devenant championne d'Europe.

## Saut en longueur
| Rang | Pays        | Athlète             | Distance |
| ---- | ----------- | ------------------- | -------- |
| 1    | Italie      | Andrew Howe         | 8,20 m   |
| 2    | Royaume-Uni | Greg Rutherford     | 8,13 m   |
| 3    | Ukraine     | Oleksiy Lukashevych | 8,12 m   |
| 4    | Ukraine     | Viktor Kuznyetsov   | 7,96 m   |
| 5    | France      | Kafétien Gomis      | 7,93 m   |
| 6    | Portugal    | Nelson Évora        | 7,91 m   |
| 7    | Russie      | Ruslan Gataullin    | 7,91 m   |
| 8    | Grèce       | Loúis Tsátoumas     | 7,84 m   |

| Rang | Pays     | Athlète             | Distance |
| ---- | -------- | ------------------- | -------- |
| 1    | Russie   | Lyudmila Kolchanova | 6,93 m   |
| 2    | Portugal | Naide Gomes         | 6,84 m   |
| 3    | Russie   | Oksana Udmurtova    | 6,69     |
| 4    | Ukraine  | Viktoriya Rybalko   | 6,62 m   |
| 5    | Roumanie | Adina Anton         | 6,54 m   |
| 6    | Suède    | Carolina Klüft      | 6,54 m   |
| 7    | Espagne  | Niurka Montalvo     | 6,50 m   |
| 8    | Russie   | Natalya Lebusova    | 6,49 m   |

## Triple saut
| Rang | Pays        | Athlète           | Distance |
| ---- | ----------- | ----------------- | -------- |
| 1    | Suède       | Christian Olsson  | 17,67 m  |
| 2    | Royaume-Uni | Nathan Douglas    | 17,21 m  |
| 3    | Roumanie    | Marian Oprea      | 17,18 m  |
| 4    | Portugal    | Nelson Évora      | 17,07 m  |
| 5    | Royaume-Uni | Phillips Idowu    | 17,02 m  |
| 6    | Russie      | Danila Burkenya   | 16,96 m  |
| 7    | Ukraine     | Viktor Yastrebov  | 16,94 m  |
| 8    | Ukraine     | Mykola Savolaynen | 16,84 m  |

| Rang | Pays        | Athlète            | Distance   |
| ---- | ----------- | ------------------ | ---------- |
| 1    | Russie      | Tatyana Lebedeva   | 15,15 m RC |
| 2    | Grèce       | Chrysopiyí Devetzí | 15,05 m    |
| 3    | Russie      | Anna Pyatykh       | 15,02 m    |
| 4    | Ukraine     | Olha Saladukha     | 14,38 m    |
| 5    | Russie      | Oleysia Bufalova   | 14,23 m    |
| 6    | Bulgarie    | Teresa Marinova    | 14,20 m    |
| 7    | Roumanie    | Adelina Gavrilă    | 14,19 m    |
| 8    | Biélorussie | Natalya Safronova  | 14,13 m    |

## Saut à la perche
| Rang | Pays      | Athlète               | Hauteur |
| ---- | --------- | --------------------- | ------- |
| 1    | Israël    | Alex Averbukh         | 5,70 m  |
| 2    | Allemagne | Tim Lobinger          | 5,65 m  |
| 2    | France    | Romain Mesnil         | 5,65 m  |
| 4    | Finlande  | Matti Mononen         | 5,65 m  |
| 5    | Pologne   | Przemyslaw Czerwinski | 5,65 m  |
| 6    | Ukraine   | Oleksandr Korchmid    | 5,60 m  |
| 7    | Italie    | Giuseppe Gibilisco    | 5,50 m  |
| 8    | Pays-Bas  | Laurens Looije        | 5,50 m  |
| 8    | Ukraine   | Maksym Mazuryk        | 5,50 m  |

| Rang | Pays      | Athlète            | Hauteur   |
| ---- | --------- | ------------------ | --------- |
| 1    | Russie    | Yelena Isinbayeva  | 4,80 m RC |
| 2    | Pologne   | Monika Pyrek       | 4,65 m    |
| 3    | Russie    | Tatyana Polnova    | 4,65 m    |
| 4    | Russie    | Svetlana Feofanova | 4,50 m    |
| 5    | Allemagne | Martina Strutz     | 4,50 m    |
| 6    | Allemagne | Silke Spiegelburg  | 4,50 m    |
| 7    | Espagne   | Naroa Agirre       | 4,45 m    |
| 8    | Pologne   | Róza Kasprzak      | 4,40 m    |

## Lancer du javelot
| Rang | Pays               | Athlète             | Distance   |
| ---- | ------------------ | ------------------- | ---------- |
| 1    | Norvège            | Andreas Thorkildsen | 88,78 m    |
| 2    | Finlande           | Tero Pitkämäki      | 86,44 m    |
| 3    | République tchèque | Jan Železný         | 85,92 m    |
| 4    | Lettonie           | Vadims Vasilevskis  | 83,21 m    |
| 5    | Lettonie           | Ainars Kovals       | 81,65 m    |
| 6    | Allemagne          | Peter Esenwein      | 81,11 m    |
| 7    | Suisse             | Stefan Müller (en)  | 80,87 m RN |
| 8    | Russie             | Alexandr Ivanov     | 80,09 m    |

| Rang | Pays               | Athlète             | Distance |
| ---- | ------------------ | ------------------- | -------- |
| 1    | Allemagne          | Steffi Nerius       | 65,82 m  |
| 2    | République tchèque | Barbora Špotáková   | 65,64 m  |
| 3    | Espagne            | Mercedes Chilla     | 61,98 m  |
| 4    | Allemagne          | Christina Obergföll | 61,89 m  |
| 5    | Danemark           | Christina Scherwin  | 61,81 m  |
| 6    | Bulgarie           | Rumyana Karapetrova | 61,78 m  |
| 7    | Pologne            | Barbara Madejczyk   | 59,92 m  |
| 8    | Allemagne          | Annika Suthe        | 58,25 m  |

## Lancer du disque
| Rang | Pays      | Athlète            | Distance |
| ---- | --------- | ------------------ | -------- |
| 1    | Lituanie  | Virgilijus Alekna  | 68,67 m  |
| 2    | Estonie   | Gerd Kanter        | 68,03 m  |
| 3    | Estonie   | Aleksander Tammert | 66,14 m  |
| 4    | Espagne   | Mario Pestano      | 64,84 m  |
| 5    | Allemagne | Michael Möllenbeck | 64,82 m  |
| 6    | Pologne   | Piotr Malachowski  | 64,57 m  |
| 7    | Pays-Bas  | Rutger Smith       | 64,46 m  |
| 8    | Allemagne | Lars Riedel        | 64,11 m  |

| Rang | Pays               | Athlète              | Distance |
| ---- | ------------------ | -------------------- | -------- |
| 1    | Russie             | Darya Pishchalnikova | 65,55 m  |
| 2    | Allemagne          | Franka Dietzsch      | 64,35 m  |
| 3    | Roumanie           | Nicoleta Grasu       | 63,58 m  |
| 4    | Ukraine            | Kateryna Karsak      | 62,45 m  |
| 5    | Pologne            | Wioleta Potepa       | 61,78 m  |
| 6    | Biélorussie        | Ellina Zvereva       | 61,78 m  |
| 7    | République tchèque | Vera Cechlova        | 60,71 m  |
| 8    | Serbie             | Dragana Tomasevic    | 60,20 m  |

## Lancer du poids
| Rang | Pays        | Athlète           | Distance |
| ---- | ----------- | ----------------- | -------- |
| 1    | Allemagne   | Ralf Bartels      | 21,13 m  |
| 2    | Danemark    | Joachim Olsen     | 21,09 m  |
| 3    | Pays-Bas    | Rutger Smith      | 20,90 m  |
| 4    | Russie      | Pavel Sofin       | 20,55 m  |
| 5    | Allemagne   | Andy Dittmar      | 19,95 m  |
| 6    | Pologne     | Tomasz Majewski   | 19,85 m  |
| 7    | Espagne     | Manuel Martínez   | 19,68 m  |
| 8    | Biélorussie | Pavel Lyzhyn      | 19,51 m  |
| DQ   | Biélorussie | Andrei Mikhnevich | 21,11 m  |
| DQ   | Ukraine     | Yuriy Bilonoh     | 20,32 m  |

| Rang | Pays        | Athlète             | Distance |
| ---- | ----------- | ------------------- | -------- |
| 1    | Biélorussie | Natallia Khoroneko  | 19,43 m  |
| 2    | Allemagne   | Petra Lammert       | 19,17 m  |
| 3    | Russie      | Olga Ryabinkina     | 19,02 m  |
| 4    | Italie      | Assunta Legnante    | 18,83 m  |
| 5    | Allemagne   | Nadine Kleinert     | 18,47 m  |
| 6    | Russie      | Irina Khudoroshkina | 18,44 m  |
| 7    | Italie      | Chiara Rosa         | 18,23 m  |

- Bartels était encore hors du podium avant son dernier essai, n'ayant réussi que 20,57 m alors que Mikhnevich et Olsen menaient le concours dès leur deuxième essai. Mais à son dernier essai, Bartels lança deux centimètres plus loin que Mikhnevich. Le dernier lancer d'Olsen à 21,04 m était insuffisant pour changer le classement. Olsen récupère l'argent, et Rutger Smith le bronze, après la disqualification de Mikhnevich pour dopage.

## Lancer du marteau
| Rang | Pays        | Athlète                | Distance   |
| ---- | ----------- | ---------------------- | ---------- |
| 1    | Finlande    | Olli-Pekka Karjalainen | 80,84 m RP |
| 2    | Biélorussie | Vadim Devyatovskiy     | 80,76 m    |
| 3    | Allemagne   | Markus Esser           | 79,19 m    |
| 4    | Pologne     | Szymon Ziółkowski      | 78,97 m    |
| 5    | Hongrie     | Krisztián Pars         | 78,34 m    |
| 6    | Slovénie    | Primož Kozmus          | 78,18 m    |
| 7    | Allemagne   | Karsten Kobs           | 77,93 m    |
| 8    | Italie      | Nicola Vizzoni         | 76,55 m    |
| DQ   | Biélorussie | Ivan Tsikhan           | 81,11 m    |

| Rang | Pays        | Athlète             | Distance   |
| ---- | ----------- | ------------------- | ---------- |
| 1    | Russie      | Tatyana Lysenko     | 76,67 m RC |
| 2    | Russie      | Gulfiya Khanafeyeva | 74,50 m    |
| 3    | Pologne     | Kamila Skolimowska  | 72,58 m    |
| 4    | Biélorussie | Maryna Smalyachkova | 71,87 m    |
| 5    | Allemagne   | Betty Heidler       | 70,89 m    |
| 6    | Allemagne   | Kathrin Klaas       | 70,59 m    |
| 7    | Italie      | Clarissa Claretti   | 69,78 m    |
| 8    | Ukraine     | Iryna Sekachyova    | 69,08 m    |

## Relais 4 × 100 m
| Rang | Pays        | Athlète                                                                | Temps   |
| ---- | ----------- | ---------------------------------------------------------------------- | ------- |
| 1    | Royaume-Uni | Dwain Chambers Darren Campbell Marlon Devonish Mark Lewis-Francis      | 38 s 91 |
| 2    | Pologne     | Przemyslaw Rogowski Łukasz Chyła Marcin Jędrusiński Dariusz Kuć        | 39 s 05 |
| 3    | France      | Oudéré Kankarafou Ronald Pognon Fabrice Calligny David Alerte          | 39 s 07 |
| 4    | Russie      | Maksim Mokrousov Mikhail Yegorychev Roman Smirnov Aleksandr Smirnov    | 39 s 29 |
| 5    | Allemagne   | Alexander Kosenkow Marius Broening Sebastian Ernst Ronny Ostwald       | 39 s 38 |
| 6    | Italie      | Luca Verdecchia Stefano Anceschi Massimiliano Donati Francesco Scuderi | 39 s 42 |
| 7    | Ukraine     | Roman Bublyk Kostyantyn Vasyukov Anatoliy Dovhal Dmytro Hlushchenko    | 39 s 54 |
| 8    | Pays-Bas    | Timothy Beck Caimin Douglas Guus Hoogmoed Patrick van Luijk            | 39 s 64 |

| Rang | Pays        | Athlète                                                                       | Temps   |
| ---- | ----------- | ----------------------------------------------------------------------------- | ------- |
| 1    | Russie      | Yuliya Gushchina Natalia Rusakova Irina Khabarova Yekaterina Grigoryeva       | 42 s 71 |
| 2    | Royaume-Uni | Anyika Onuora Emma Ania Emily Freeman Joice Maduaka                           | 43 s 51 |
| 3    | Biélorussie | Yulia Nesterenko Natallia Safronnikava Alena Neumiarzhytskaya Aksana Drahun   | 43 s 61 |
| 4    | Ukraine     | Olena Chebanu Halyna Tonkovyd Iryna Shtanhyeyeva Iryna Shepetyuk              | 43 s 97 |
| 5    | Suède       | Susanna Kallur Carolina Klüft Jenny Kallur Emma Green                         | 44 s 16 |
| ab   | Allemagne   | Katja Wakan Marion Wagner Cathleen Tschirch Verena Sailer                     |         |
| ab   | France      | Véronique Mang Fabienne Béret-Martinel Adrianna Lamalle Muriel Hurtis-Houairi |         |
| ab   | Belgique    | Hanna Mariën Frauke Penen Olivia Borlée Kim Gevaert                           |         |

## Relais 4 × 400 m
| Rang | Pays        | Athlètes                                                              | Temps         |
| ---- | ----------- | --------------------------------------------------------------------- | ------------- |
| 1    | France      | Leslie Djhone Ydrissa M'Barke Naman Keita Marc Raquil                 | 3 min 01 s 10 |
| 2    | Royaume-Uni | Robert Tobin Rhys Williams Graham Hedman Timothy Benjamin             | 3 min 01 s 63 |
| 3    | Pologne     | Daniel Dąbrowski Piotr Kedzia Piotr Rysiukiewicz Rafal Wieruszewski   | 3 min 01 s 73 |
| 4    | Allemagne   | Kamghe Gaba Florian Seitz Ruwen Faller Bastian Swillims               | 3 min 02 s 83 |
| 5    | Ukraine     | Oleksiy Rachkovsky Andriy Tverdostup Vitaliy Dubonosov Yevhen Zyukov  | 3 min 04 s 33 |
| 6    | Roumanie    | Vasile Bobos Florin Suciu Catalin Cîmpeanu Ioan Vieru                 | 3 min 04 s 53 |
| 7    | Russie      | Konstantin Svechkar Yevgeniy Lebedev Aleksandr Larin Vladislav Frolov | 3 min 04 s 73 |
| 8    | Espagne     | David Melo David Testa Salvador Rodríguez Santiago Ezquerro           | 3 min 04 s 98 |
| 9    | Irlande     | Paul McKee Brian Doyle David Gillick David McCarthy                   | 3 min 05 s 57 |

| Rang | Pays        | Athlètes                                                              | Temps         |
| ---- | ----------- | --------------------------------------------------------------------- | ------------- |
| 1    | Russie      | Svetlana Pospelova Natalya Ivanova Olga Zaytseva Tatyana Veshkurova   | 3 min 25 s 12 |
| 2    | Biélorussie | Yuliana Zhalniaruk Sviatlana Usovich Anna Kozak Ilona Usovich         | 3 min 27 s 69 |
| 3    | Pologne     | Monika Bejnar Grazyna Prokopek Ewelina Setowska Anna Jesien           | 3 min 27 s 77 |
| 4    | Royaume-Uni | Lee McConnell Emma Duck Marilyn Okoro Nicola Sanders                  | 3 min 28 s 17 |
| 5    | Allemagne   | Korinna Fink Claudia Hoffmann Anja Pollmächer Claudia Marx            | 3 min 28 s 18 |
| 6    | Ukraine     | Kseniya Karandyuk Oksana Ilyushkina Oksana Shcherbak Nataliya Pyhyda  | 3 min 30 s 95 |
| 7    | France      | Phara Anacharsis Thélia Sigère Anita Mormand Solen Désert             | 3 min 32 s 38 |
| 8    | Bulgarie    | Monika Gachevska Mariyana Dimitrova Teodora Kolarova Nedyalka Nedkova | 3 min 33 s 75 |

- L'Espagne et l'Ukraine, 8es temps ex-aequo des demi-finales masculines (3 min 04 s 71) sont toutes deux qualifiées pour la finale qui se déroulera en utilisant les 9 couloirs de la piste.

## Décathlon / Heptathlon
| Rang | Pays               | Athlète                | Points |
| ---- | ------------------ | ---------------------- | ------ |
| 1    | République tchèque | Roman Šebrle           | 8 526  |
| 2    | Hongrie            | Attila Zsivoczky       | 8 356  |
| 3    | Russie             | Aleksey Drozdov        | 8 350  |
| 4    | Russie             | Aleksandr Pogorelov    | 8 245  |
| 5    | Allemagne          | Pascal Behrenbruch     | 8 209  |
| 6    | Biélorussie        | Aliaksandr Parkhomenka | 8 136  |
| 7    | Allemagne          | Stefan Drews           | 8 105  |
| 8    | France             | Romain Barras          | 8 093  |

| Rang | Pays        | Athlète            | Points   |
| ---- | ----------- | ------------------ | -------- |
| 1    | Suède       | Carolina Klüft     | 6 740 RC |
| 2    | Pays-Bas    | Karin Ruckstuhl    | 6 423    |
| 3    | Allemagne   | Lilly Schwarzkopf  | 6 420    |
| 4    | Allemagne   | Jennifer Oeser     | 6 376    |
| 5    | Ukraine     | Lyudmila Blonska   | 6 357    |
| 6    | Ukraine     | Nataliya Dobrynska | 6 356    |
| 7    | Royaume-Uni | Kelly Sotherton    | 6 290    |
| 8    | Royaume-Uni | Jessica Ennis      | 6 287    |

- La Française Eunice Barber a abandonné après l'épreuve de saut en hauteur en raison d'une contracture à la cuisse gauche et alors qu'elle était en tête. Dès cet instant, plus personne n'était en mesure de contester l'or à Carolina Klüft. La bagarre pour l'argent resta passionnante jusqu'à la dernière compétition, le 800 m. Lilly Schwarzkopf y était plus rapide que Karin Ruckstuhl mais cela restait insuffisant pour lui ravir la deuxième place.

## Légende
- RE : Record d'Europe
- RC : Record des Championnats
- RN : Record national
- disq. : disqualification
- ab. : abandon